# MBC TV 피처
《MBC TV 피처》는 MBC에서 1989년 8월 15일부터 1989년 12월 28일까지 방영된 단막극 시리즈로, 이전 프로그램인 《베스트셀러극장》의 폐지 이후 편성 공백을 메우기 위해 단막극으로 기획한 프로그램이다.
이 프로그램은 소재의 빈곤으로 폐지된 《베스트셀러극장》보다는 더 폭넓은 소재를 차용하기 위해 문학작품의 각색 뿐만 아니라 논픽션, 수기, 사회 문제 등 다양한 소재로 만들어 부정기적으로 방영할 예정이었지만, 시청률 저조로 결국 4회만에 폐지되고 말았다.

## 작품 리스트
| 회차 | 방송일           | 작품명      | 원작              | 극본           | 연출   |
| ---- | ---------------- | ----------- | ----------------- | -------------- | ------ |
| 1회  | 1989년 8월 15일  | 독도수비대  | 김교식            | 김운경         | 이진석 |
| 2회  | 1989년 10월 20일 | 님          | 윤정모            | 이금림, 김정   | 소원영 |
| 3회  | 1989년 12월 19일 | 아담의 초상 | 시어도어 드라이저 | 박정란         | 신호균 |
| 4회  | 1989년 12월 28일 | 불타는 폐선 | 한정희            | 이원하, 김두삼 | 박복만 |

## 회차별 내용

### 1회: 독도수비대
- 방송일 : 1989년 8월 15일
- 원작 : 김교식
- 작가 : 김운경
- 연출 : 이진석
- 출연진

정명환, 고인범, 유퉁, 나영진, 홍성선, 김성찬, 강인덕, 신충식, 권재희, 최불암, 오승명, 백인철, 박인환, 정한헌, 태일, 김지영, 신복숙, 정영란, 정혜승, 최낙천, 김기현, 이성, 윤용득, 정대홍, 송영웅, 심우창, 구장서, 이희도, 최한호, 문창근, 임대호, 차윤희, 김찬구, 박희우, 홍민우, 강미, 이상아, 유창국, 김선도, 유준선, 최병기, 정동권, 강필국, 김현우, 장광복, 김수중, 이대영, 박미선, 양창범, 박근수, 김의석, 이기화, 김영석, 정지영, 장지현
- 내용 : 홍순칠 대장, 독도 의용수비대 창설

1954년 3월 울릉도 출신 전역군인 홍순칠은 일본순시선 선원들이 고향의 어부들과 해녀들에게 행패를 부려 피투성이가 되도록 맞고 돌아온 돌아온 것을 보고 나서 격분한다. 홍순칠은 독도를 자신들의 영토라고 억지를 부리는 일본으로부터 독도를 지키기 위해 대통령을 만나러 청와대로 떠나지만 미친사람 취급을 받는다. 이에 홍순칠은 고향에 독도의용수비대를 창설하게 된다.

### 2회: 님
- 방송일 : 1989년 10월 20일
- 원작 : 윤정모
- 작가 : 이금림, 김정
- 연출 : 소원영
- 출연진

최수종, 신혜수, 오지명, 김민정, 박규채, 전양자, 최불암, 전무송
- 내용 : 일본유학생 진국이 조총련계 소속 여대생을 사귀다 날벼락

일본에서 경제학을 공부하던 한국인 유학생 진국은 조총련계 소속의 제일교포 여대생 래영하고 열애하는 사이다. 어느날 급히 귀국을 하라는 어머니로부터 연락을 받고 서울로 돌아오지만, 김포공항에서 진국을 만난 어머니는 진국에게 무언가를 건네주고서는 아무 말 없이 진국의 곁을 황급히 떠난다. 그것은 어머니의 편지하고 엔화 뭉치였다. 편지에는 ‘넌 절대 집에 오면 안 된다’는 내용이었다. 그 사유는 서울로 돌아오게 된 진국은 자신을 한국에서 체포하려 한다는 말을 듣고 나서 문 교수 집으로 피신하게 된다. 일주일이 지난 후 진국은 문 교수로부터 자신이 조총련계 제일교포 여학생 래영하고 교제를 하고 있기 때문에 수배를 받고 있다는 사실을 알고 나서 기겁을 하게 된다.

### 3회: 아담의 초상
- 방송일 : 1989년 12월 19일
- 원작 : 시어도어 드라이저
- 작가 : 박정란
- 연출 : 신호균
- 출연진

김주승, 채시라, 강문영, 전운, 임문수, 차주옥, 임정하
- 내용 : 재벌딸 만나 옛애인 외면해

가난한 소년시절을 보낸 준호는 호텔 종업원으로 일하던 중 당숙부를 우연히 만나 그의 회사에 취직하게 된다. 제주지사로 발령을 받게 된 준호는 여사원 재희와 함께 사랑을 불태우지만 여름에 피서를 온 재벌의 딸 혜진과 사귀면서 재희를 외면한다.

### 4회: 불타는 폐선
- 방송일 : 1989년 12월 28일
- 원작 : 한정희
- 작가 : 이원하, 김두삼
- 연출 : 박복만
- 출연진

박상원, 이정길, 이동진, 권재희
- 내용 : 동아일보 89 신춘문예 중편소설 부문에 당선된 한정희 원작

재벌그룹 사이인 박인원은 고철수입 문제로 동분서주하던 중 일본의 한 업체 고철값이 파격적으로 싸지만 중금속 폐기물을 끼워보낸다는 사실을 알아챈다. 그러나 박인원은 이 회사와 수입계약을 맺게 된다. 지방신문의 젊은 기자가 이 사실을 눈치채고 박인원에게 달려들어서 압력을 가하여 그를 해고시켜 버린다.

## 같이 보기
| - KBS 문예극장 - KBS TV 문학관 - KBS 드라마 초대석 - KBS 논픽션 드라마 - KBS TV 문예극장 - KBS 신 TV 문학관 - KBS HDTV 문학관 - KBS 드라마게임 - KBS 드라마 스페셜 (구) - KBS 테마 드라마 - KBS 금요극장 - KBS 일요베스트 - KBS 드라마시티 - KBS 드라마 스페셜 (신) - KBS 드라마 스페셜 연작 시리즈 - KBS 웹드라마 스페셜 - KBS 청소년문학관 - KBS 가요드라마 | - MBC 베스트셀러극장 - MBC 금요극장 - MBC TV 피처 - MBC 베스트극장 - MBC 일요 드라마 극장 - MBC 드라마 페스티벌 - SBS 여성극장 - SBS 70분드라마 - SBS 오픈드라마 남과여 - JTBC 드라마페스타 - tvN 드라마 스테이지 - tvN 드라마 O'PENing |